# M/S Silverpilen
M/S Silverpilen  är ett passagerarfartyg som byggdes 1974 av Boghammar Marin, Lidingö. Passagerarkapaciteten är 300.

## Historik
Fartyget trafikerade rutten Strömstad–Fredrikstad sommartid mellan 1974 och 2001. Mellan 2002 och 2005 trafikerades Stockholms södra skärgård på uppdrag av Waxholmsbolaget. Från och med 2006 startade rederiet J Krusell Rederi AB trafik från Stockholm till Vaxholm, Grinda, Ingmarsö, Finnhamn och Möja. Sedan 2008 trafikerar hon linjen Årsta havsbad till Utö.

## Bilder

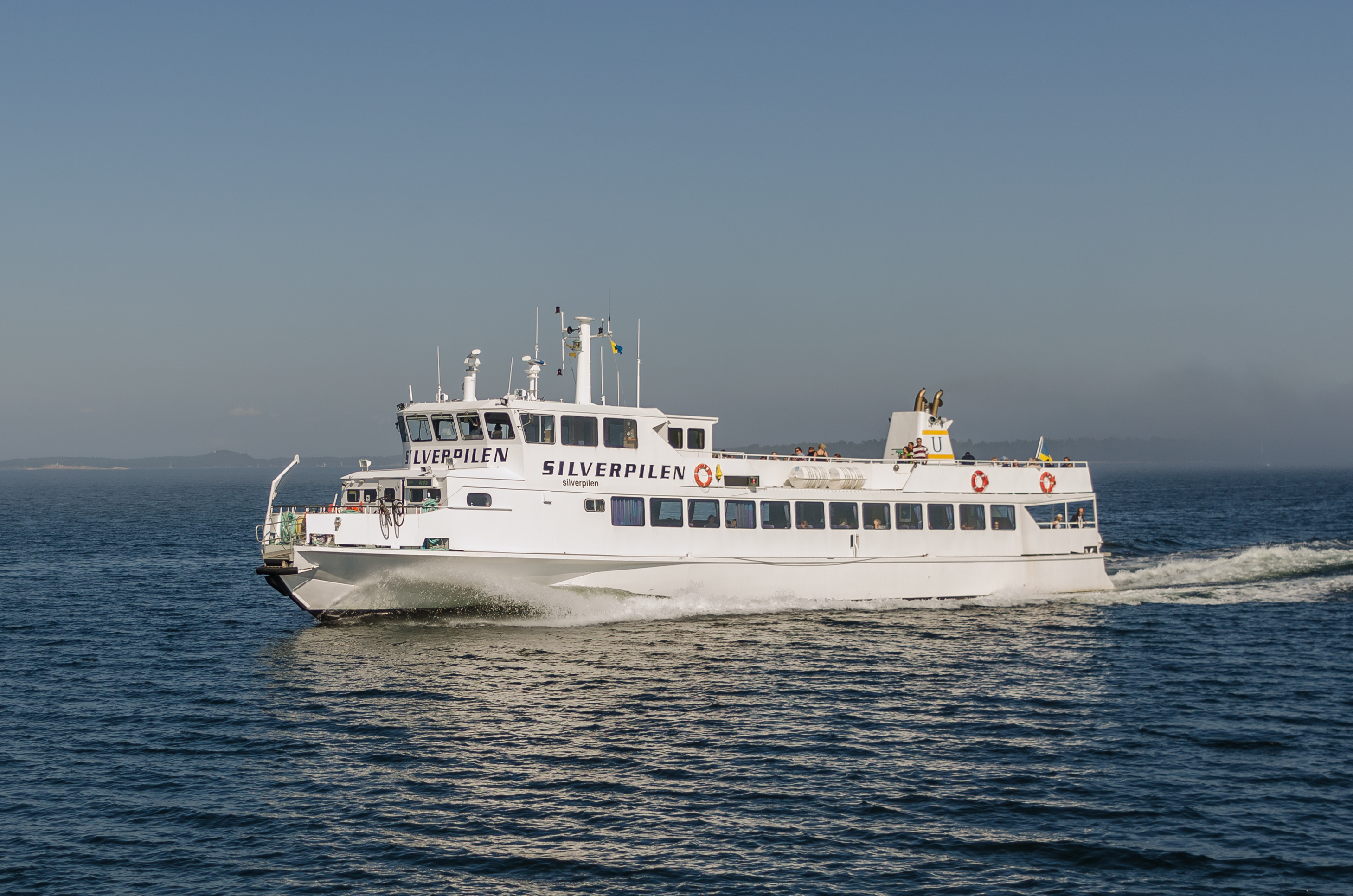
Silverpilen på Mysingen, utanför Gruvbryggan på Utö.
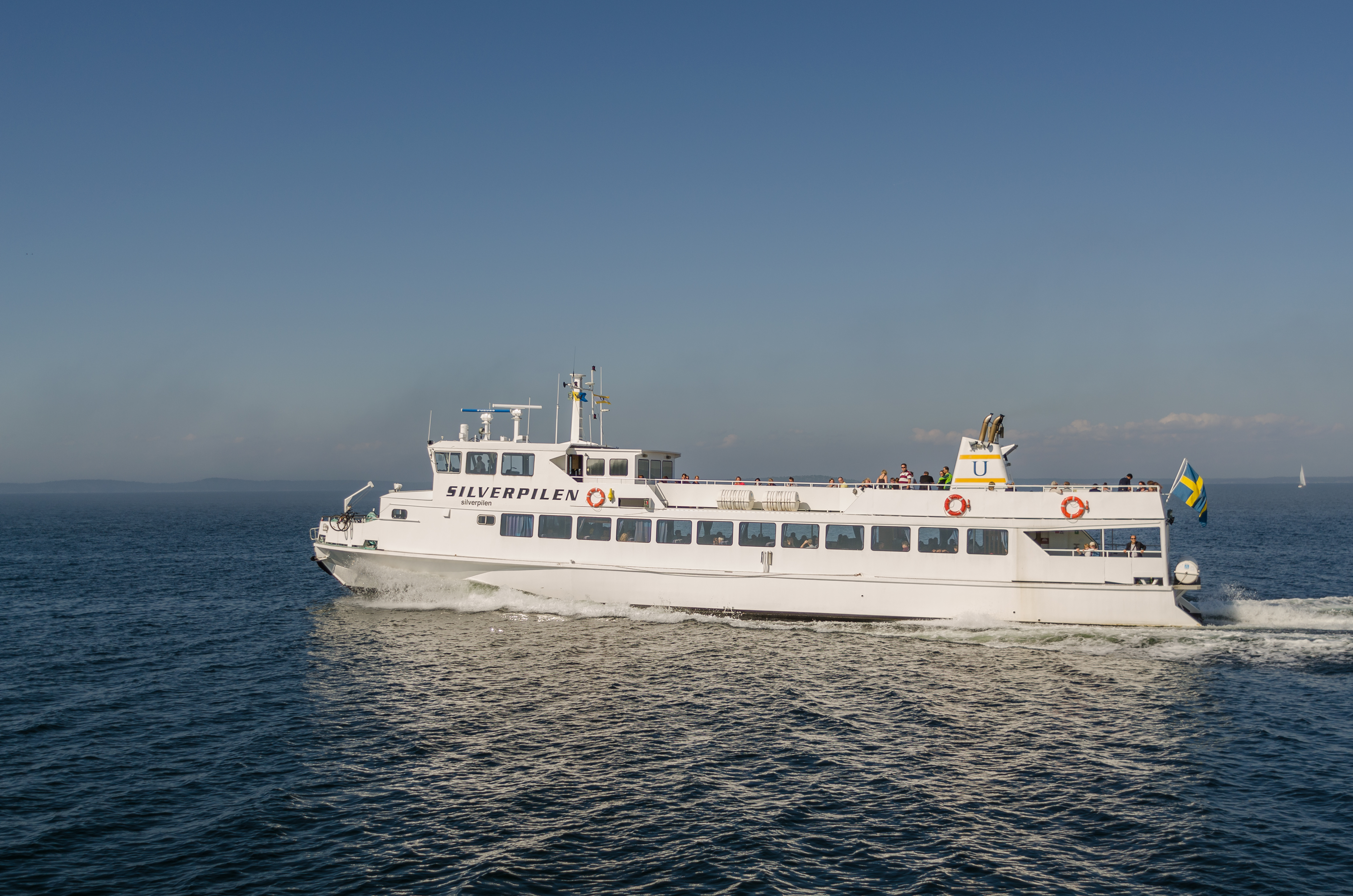
Silverpilen på Mysingen, utanför Gruvbryggan på Utö.